# Lispe elkantarae
Lispe elkantarae este o specie de muște din genul Lispe, familia Muscidae. A fost descrisă pentru prima dată de Becker în anul 1907. Conform Catalogue of Life specia Lispe elkantarae nu are subspecii cunoscute.